# Coenocyathus cylindricus
Coenocyathus cylindricus är en korallart som beskrevs av Milne Edwards och Jules Haime 1848. Coenocyathus cylindricus ingår i släktet Coenocyathus och familjen Caryophylliidae. Inga underarter finns listade i Catalogue of Life.